# Autostrada M898
Droga M898/A898 – zachodnie obejście aglomeracji Glasgow. Stanowi skrót w drodze z Greenock do Dumbarton. Droga została wybudowana w 1975 roku, kiedy do użytku oddano most Erskine Bridge.